# Castillejos (Zambales)
Castillejos é um município de  terceira classe de renda municipal (d) na província Zambales, nas Filipinas. De acordo com o censo de 1 de maio  de  2020 possui uma população de 67 889 pessoas e 17 662 domicílios.